# 미신

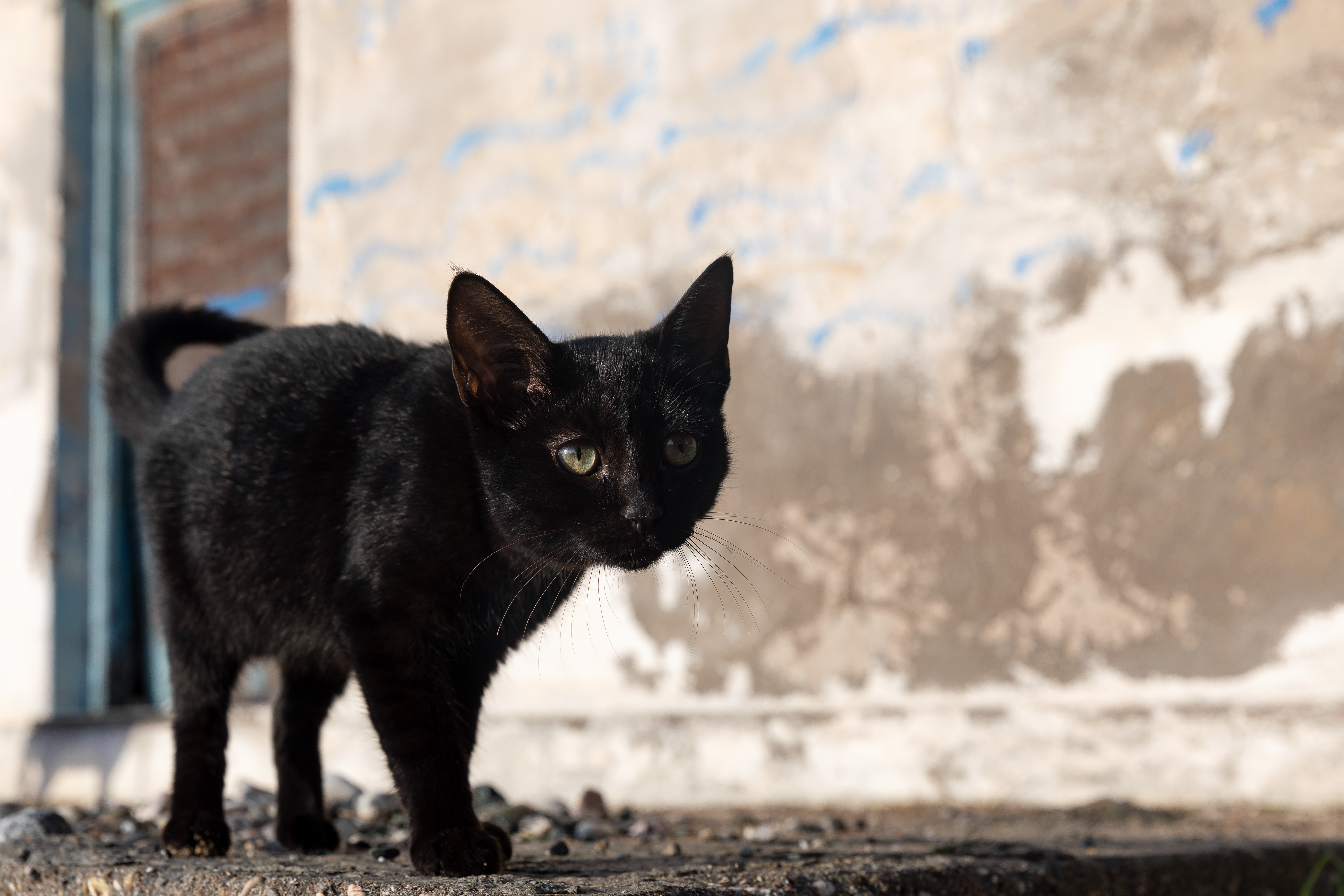

미신(迷信, superstition)이란 과학적 관점에서 헛된 것으로 여겨지는 믿음이나 신앙이다. 마음이 무엇에 끌려서 잘못 믿는 것 또는 아무런 과학적 근거도 없는 것에 대한 맹신(盲信)을 의미한다. 현재 이런 것은 미신 혹은 비과학적인 것으로 치부되고 있지만 과거에는 실제로 믿거나 종교로 발전하기도 하였다. 미신은 현대까지 맹위를 떨쳤으나 과거부터 미신을 비웃었던 사람들도 있었다.

## 대표적인 미신과 금기
- 검은 고양이 미신: 전통에 따라 행운 또는 불운으로 인지된다. 때때로 검은 고양이는 죽음의 징조로 여겨지기도 한다. 재빨리 나무로 된 것을 만지면 그 징조를 피할 수 있다고 한다.
- 숫자 7 미신: 서양에서는 7을 행운의 숫자로 여긴다.
- 숫자 13 미신: 서양에서는 13을 불길하게 여긴다. (13 공포증)
- 숫자 14 미신: 중국에서는 14를 '죽고 싶다'라는 뜻으로 여긴다.
- 숫자 17 미신: 이탈리아인들은 13만큼 17도 불길하게 여긴다. 17은 로마 숫자로 XVII로 쓰는데, 글자 순서를 바꾸면 VIXI가 된다. 이것은 라틴어로 〈나는 살았어요〉라는 뜻인데, 그렇다면 순서를 바꾸기 전인 XVII는 뜻이 반대가 되어 〈난 죽었네〉라는 뜻이 된다. (17 공포증)
- 숫자 4 미신: 한자 문화권에서는 4를 불길히 여긴다. 이유는 4와 죽음을 뜻하는 死가 발음이 같기 때문이다. (4자 기피)
- 빵 뒤집기 미신: 옛날에는 사형수의 빵을 뒤집어서 놓았다고 한다. 고로 빵을 뒤집어 놓는 것은 불길히 여긴다.
- 끌어당기기 미신: 무언가를 생각하면 그것이 실제로 이루어진다고 믿는 경우.
- 깨진 유리창 미신: 유리창이 깨지면 불운이 있다.
- 조류 미신: 까치 소리를 들으면 길조(복되고 좋은 일이 있을 조짐)이고 까마귀 소리를 들으면 불길(不吉)하다고 한다. 그러나 영국은 까마귀가 행운의 상징이다.
- 빨간색 미신: 빨간색으로 이름을 쓰게 되면 죽게 된다고 한다.
- 다리 미신: 다리를 심하게 떨게 되면 복이 떨어져 달아나간다고 한다. 실제로는 다리의 혈액순환에에 좋다.
- 소금 미신: 소금을 뿌리게 되면 불길한 기운이 빠져 나간다고 한다.
- 손발톱 미신: 밤중에 손발톱을 깎게 되면 그 쥐가 먹고 사람이 된다고 한다.
- 휘파람 미신: 밤중에 휘파람을 불게 되면 불길하다고 한다.
- 미역국 관련 미신: 미역국을 먹고 그 날에 시험을 보면 시험에서 떨어진다고 한다. 이는 대한 제국(大韓帝國) 당시 생긴 미신으로, 미역국을 먹고 얼마 지나지 않아 일제가 대한제국 군대를 해산해버렸기 때문이라고도 하지만, 미역이 미끌미끌한 성질을 갖고 있기 때문이라고도 한다. 또한 퇴짜를 맞다, 강제해산되다라는 뜻도 약간 담겨있다.
- 문지방 미신: 문의 문지방을 밟게 되면 복이 떨어져 달아나간다고 한다.
- 피리 미신: 밤중에 피리를 불게 되면 뱀이 나온다고 한다.
- 자는 얼굴 미신: 자고있는 사람의 얼굴에 낙서를 하게 되면 그 사람은 결국 죽게 된다.
- 바위 미신: 바위에 이름을 새기게 되면 그 산의 기운을 받을 수 있다고 있다.
- 선풍기 미신: 한밤중에 문과 창문을 닫고 선풍기를 틀고 자게 되면 죽게 된다.
- 수저 미신: 밥에 수저를 수직으로 꽂아두면 종교 의식으로 받아들인다.

## 같이 보기
- 식사 예절
- 종교
- 마술
- 운수
- 부적